# Redkey (Indiana)
Redkey es un pueblo ubicado en el condado de Jay en el estado estadounidense de Indiana. En el Censo de 2010 tenía una población de 1353 habitantes y una densidad poblacional de 553,39 personas por km².

## Geografía
Redkey se encuentra ubicado en las coordenadas 40°20′53″N 85°9′7″O / 40.34806, -85.15194. Según la Oficina del Censo de los Estados Unidos, Redkey tiene una superficie total de 2.44 km², de la cual 2.42 km² corresponden a tierra firme y (0.85%) 0.02 km² es agua.

## Demografía
Según el censo de 2010, había 1353 personas residiendo en Redkey. La densidad de población era de 553,39 hab./km². De los 1353 habitantes, Redkey estaba compuesto por el 98.15% blancos, el 0.22% eran afroamericanos, el 0% eran amerindios, el 0.22% eran asiáticos, el 0% eran isleños del Pacífico, el 0.52% eran de otras razas y el 0.89% pertenecían a dos o más razas. Del total de la población el 1.4% eran hispanos o latinos de cualquier raza.